# ادوارد رزق‌الله
ادوارد رزق‌الله (انگلیسی: Edward Risk Allah؛ زادهٔ ۲۱ اوت ۱۹۱۳ - درگذشته نامشخص) بازیکن بسکتبال اهل مصر بود.